# Грюнвальдская битва (картина)
«Грюнвальдская битва» — грандиозная по размерам (почти 10 метров в ширину) картина польского художника Яна Матейко, написанная в 1878 году и хранящаяся в Национальном музее (Варшава).
Сюжет картины — Грюнвальдская битва (1410), в которой войска Королевства Польши и Великого княжества Литовского разгромили немецкий Тевтонский орден.
Картина Матейко получила международную известность как характернейший пример романтического национализма. Русский живописец Илья Репин так писал об этой картине:

Масса подавляющего материала в «Грюнвальдской битве». Во всех углах картины так много интересного, живого, кричащего, что просто изнемогаешь глазами и головой, воспринимая всю массу этого колоссального труда. Нет пустого местечка: и в фоне, и вдали — везде открываются новые ситуации, композиции, движения, типы, выражения. Это поражает, как бесконечная картина Вселенной.
Основное внимание на картине уделено сцене смерти великого магистра Тевтонского ордена Ульриха фон Юнгингена. Человек в львиной шкуре, бьющий магистра Ульриха фон Юнгингена, держит в руках копьё Судьбы, которое хранилось в Вавельском замке. Еще одна центральная фигура — великий князь литовский Витовт Великий.
Во время Второй мировой войны Геббельс распорядился уничтожить картины «Грюнвальдская битва» и «Прусская дань», объявив награду в 10 млн марок за информацию об их местонахождении. Картина была спрятана патриотами близ Люблина; несколько человек были казнены за отказ раскрыть нахождение тайника.

## Персонажи
- Витовт
(фрагмент)
- Ян Жижка
(фрагмент)
- Завиша Чёрный
(фрагмент)
- Ульрих фон Юнгинген
(фрагмент)